# Unpacking アンパッキング
『Unpacking アンパッキング』は、Witch Beamが開発し、Humble BundleがMicrosoft Windows、macOS、Linux、Nintendo Switch、PlayStation 4、PlayStation 5、Xbox One向けに販売したオーストラリアのパズルゲーム。

## 概要
ゲームプレイは、女性のキャラクターの所持品を箱から新しい住居に開梱することで構成され、各ステージ名は1997年から2004年、2007年、2010年、2012年、2013年、2015年、2018年と開梱が行われる年ごとに名前が付けられている。プレイヤーは、開梱されたアイテムをそれぞれ性格空間に納め、アイテムと女性が住んでいる場所を通して主人公の生い立ちを学んでいく。
本作は高解像度のドット絵で描かれ、サウンドデザインには1万4000を超えるフォーリーサウンドが収録されており、アイテムを持ち上げた時と配置した時の効果音が複数存在する。また、合計35部屋からなる8つのステージで構成されている。

## 開発

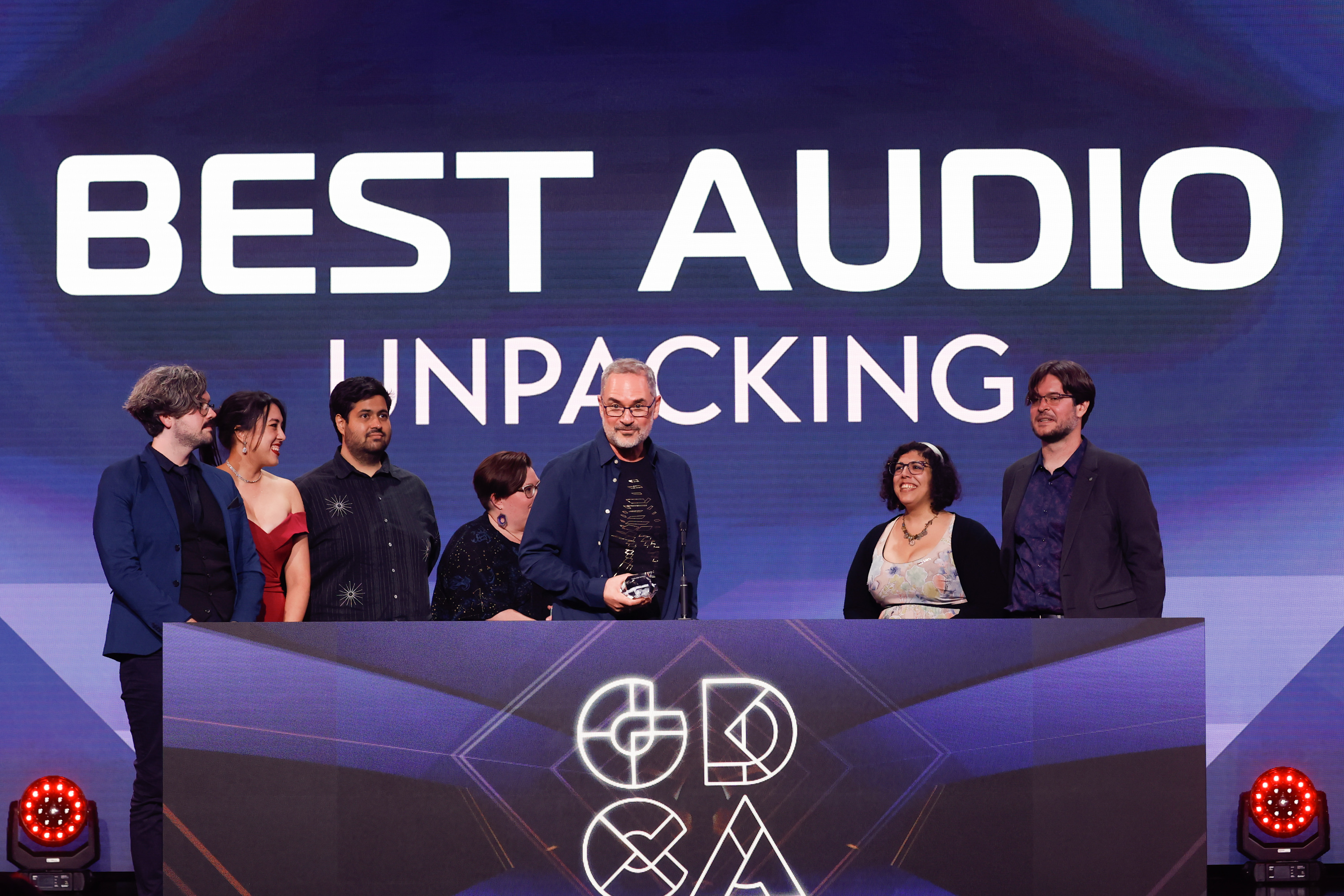
第22回 Game Developers Choice AwardsでBest Audio賞を受賞した『Unpacking アンパッキング』開発チーム

本作は、オーストラリアのブリスベンにあるインディーゲームスタジオのWitch Beamによって開発された。Witch Beamは2013年に設立され、2015年にツインスティックシューターゲーム『アサルトアンドロイドカクタス』をリリースしている。このゲームは、ディレクターのレン・ブライヤーが、2018年初頭に夫でありスタジオ創設者のティム・ドーソンと共に引っ越した際に、初めて構想が練られた。ラベルのない箱を開梱（Unpacking）し、中に何が入っているか分からないという経験を、ブライヤーがコンピュータゲームに置き換えられることを発見している。そして2人はアクセラレータープログラム「Stugan」に参加し、2019年初頭にゲームの制作に入った。ゲームのアクセシビリティ機能の開発には多大な時間が費やされており、言語や理解の壁がある子供たちにも楽しめるよう、本作はほとんど言葉を使わずに体験できるようになっている。ゲームにはテキストがまったくないが、本作のストーリーは主にプレイヤーが箱から取り出すオブジェクトによって語られており、これは開発チームが、持ち物やアイテムがその持ち主の背景や物語をプレイヤーに伝えてくれると考えたからである。
Witch Beamは『アサルトアンドロイドカクタス』の成功から、より多くの投資資金を集め、潜在的投資家と会うことができた。また、初期の宣伝材料に対する観客の反応も非常に良かった。しかし、ゲームの規模は構想の時からほとんど変わってはいない。最終的にチームは、インディーゲームパブリッシャーのHumble Bundleと契約し、クリエイティブコントロールとゲームのブランドへの所有権を保持することができるようになった。Witch Beamがゲームのソーシャルメディアチャンネルのほとんどを管理する中で、本作のDiscordチャンネルとTikTokアカウントの運営に、Witch Beamは『Among Us』のコミュニティディレクターであるヴィクトリア・トランを採用している。当初は1年半程度の開発期間が想定されていたが、実際はかなり長い時間がかけられた。2021年11月2日、パーソナルコンピューター、Nintendo Switch、Xbox One向けに発売された。2022年内には、PlayStation 4とPlayStation 5向けにも発売予定となっている。パッケージ版は、Limited Run Gamesが販売し、2022年初頭に発売予定。

## 評価
レビュー収集サイトのMetacriticでは、本作は一般的に好意的なレビューを受けている。リリースされてからはRock, Paper, Shotgun、GameSpot、Eurogamer、Nintendo Life、IGN、Kotaku、TouchArcade、ガーディアンから本作は肯定的なレビューを受けている。さらにリリースから10日間で、全プラットフォームから10万本を売り上げた。GamesRadar+はその革新的な物語でゲームを賞賛し、Can I Play That?はそのアクセシビリティを評価し賞を受賞させた。
また本作はザ・ニューヨーカー、ロサンゼルス・タイムズ、フィナンシャル・タイムズ、CNETなどの複数の出版社から「2021年の最高のビデオゲーム」の1つに選ばれている。フォーブスはトップ10の中で第4位に、ニュー・ミュージカル・エクスプレスはトップ20の中で第7位に、Polygonはトップ50の中で第13位にランクインさせた。Eurogamerはゲーム・オブ・ザ・イヤーに本作を選出した。

### 受賞と表彰
| 年     | 賞                                         | 部門                                                  | 結果       | 出典          |
| ------ | ------------------------------------------ | ----------------------------------------------------- | ---------- | ------------- |
| 2021年 | Australian Game Developer Awards           | Game of the Year                                      | 受賞       | [ 38 ]        |
| 2021年 | Australian Game Developer Awards           | Excellence in Accessibility                           | 受賞       | [ 38 ]        |
| 2022年 | 第25回 DICEアワード                        | Outstanding Achievement for an Independent Game       | 受賞       | [ 39 ]        |
| 2022年 | ゲーム・デベロッパーズ・チョイス・アワード | Best Audio （音響賞）                                 | 受賞       | [ 40 ] [ 41 ] |
| 2022年 | ゲーム・デベロッパーズ・チョイス・アワード | Innovation Award（革新賞）                            | 受賞       | [ 40 ] [ 41 ] |
| 2022年 | ゲーム・デベロッパーズ・チョイス・アワード | Best Narrative（優れた物語体験に贈られる賞）          | ノミネート | [ 40 ] [ 41 ] |
| 2022年 | インディペンデント・ゲーム・フェスティバル | Seumas McNally Grand Prize（大賞）                    | ノミネート | [ 40 ] [ 42 ] |
| 2022年 | インディペンデント・ゲーム・フェスティバル | Excellence in Narrative（優れた物語体験に贈られる賞） | ノミネート | [ 40 ] [ 42 ] |
| 2022年 | インディペンデント・ゲーム・フェスティバル | Excellence in Design（ゲームデザイン賞）              | ノミネート | [ 40 ] [ 42 ] |
| 2022年 | インディペンデント・ゲーム・フェスティバル | Excellence in Audio（音響賞）                         | ノミネート | [ 40 ] [ 42 ] |
| 2022年 | 英国アカデミー賞ゲーム部門                 | ファミリー作品賞                                      | ノミネート | [ 43 ]        |
| 2022年 | 英国アカデミー賞ゲーム部門                 | ナラティブ賞                                          | 受賞       | [ 43 ]        |
| 2022年 | 英国アカデミー賞ゲーム部門                 | オリジナル・プロパティ賞                              | ノミネート | [ 43 ]        |
| 2022年 | 英国アカデミー賞ゲーム部門                 | EE Game of the Year賞                                 | 受賞       | [ 43 ]        |
| 2022年 | Gayming Awards 2022                        | Game of the Year                                      | ノミネート | [ 44 ] [ 45 ] |
| 2022年 | Gayming Awards 2022                        | Best LGBTQ Indie Game                                 | 受賞       | [ 44 ] [ 45 ] |
| 2022年 | Gayming Awards 2022                        | Authentic Representation Award                        | 受賞       | [ 44 ] [ 45 ] |